# Битва при Охриде
Охридская битва произошла 14 или 15 сентября 1464 года между войском албанского вождя Скандербега и османской армией. Крестовый поход против султана Мехмеда II был запланирован папой римским Пием II со Скандербегом в качестве одного из его главных предводителей. Сражение под Охридом произошло в результате вторжения албанцев на османскую территорию. Османы, расквартированные в этом районе, были атакованы людьми Скандербега и одной тысячей венецианских солдат под командованием Чимаросто. Турок выманили из Охрида, после чего они попали в засаду, устроенную албанской конницей. Скандербег выиграл битву, и его люди заработали 40 000 дукатов после того, как были выкуплены захваченные османские офицеры. Однако папа Пий II скончался ещё до начала запланированного крестового похода, и Скандербегу пришлось сражаться практически в одиночку.

## Исторический фон
Крестовый поход папы Пия II против Османской империи был объявлен в ноябре 1463 года. Венецианцы, которые также присоединились к крестовому походу, не могли убедить Леку Дукаджини, союзника Скандербега в северной Албании, присоединиться к нему, пока не вмешался папа римский. Кроме того, крупные европейские державы неохотно присоединились к крестовому походу папы римского. Среди тех, кого пытались убедить, были Флоренция, герцог Миланский Франческо Сфорца, король Франции Людовик XI и король Неаполя Фердинанд I — и все они отказались по своим собственным причинам. Венецианская республика, однако, решила помочь Скандербегу, послав 500 кавалеристов и 500 пехотинцев под командованием кондотьера Антонио да Козенца, также известного как Чимаросто . Как только начался сезон военных действий, венгерский король Матьяш Корвин вновь занял многие из боснийских опорных пунктов, в том числе Яйце, который был захвачен османами у Боснийского королевства. Султан Мехмед II вступил в Боснию, грабя сельскую местность, надеясь, что его враги сдадутся. Венгерское сопротивление, однако, было жестким. Турки-османы все же сумели продвинуться вперед против венгров, которые пытались снять османскую осаду крепости Яйце с помощью хитрости. Султан продолжал свою осаду, в то время как Матьяш Корвин бежал из крепости со своим отрядом, но отступающая армия была измотана двумястами солдатами, вскоре захваченными в плен и отправленными в Константинополь для казни. Несмотря на неудачу, крепость Яйце выстояла, и султан Мехмед Завоеватель отступил из Боснии.

## Кампания
После рейда Скандербега в Македонию годом ранее султан Мехмед II Фатих решил укрепить свои крепости в этом районе. Затем он послал Шеремет-бея в Охрид, город, расположенный недалеко от владений Скандербега, с 14-тысячным конным войском, чтобы предотвратить ещё одно вторжение албанцев. Узнав об этом, Скандербег приготовился выступить против Шеремет-бея. Люди османского паши, однако, были размещены как внутри, так и за пределами города, что затрудняло их поражение. Перед походом Скандербег получил известие, что папа римский Пий II прибыл в Анкону и умер, увидев флот крестоносцев. Он оставил Чимаросто с итальянскими войсками в Валикарде (недалеко от современного города Булкиза в Восточной Албании). Тогда Скандербег решил все же выступить против Шеремет-бея и через три часа после наступления сумерек двинулся в поход с 12-тысячной конницей. После одного дня марша Скандербег добрался до Македонии и начал грабить её земли.

## Битва
Добравшись до Охрида, Скандербег обратился к своим людям с речью, призывая их к предстоящей битве . Затем он назначил Пеке Эммануали и Петра Энджели, брата Пала Энджели, командирами конного отряда из пятисот воинов, который должен был приблизиться к воротам Охрида и спровоцировать турок на нападение. Они должны были выбрасывать дым и пыль в воздух, чтобы раздражать гарнизон, а затем сделать вид, будто отступают туда, где преследующая их османская кавалерия будет атакована из засады главными силами албанцев. 14 или 15 сентября всё пошло по плану, и ловушка захлопнулась. В результате нападения Скандербега погибло 10 000 османских солдат, сдалось 12 османских подразделений, в том числе сын Шеремета. Потери победителей оказались невелики.

## Последствия
Согласно легенде, Скандербег отпраздновал это событие, поужинав летницей (охридская форель), рыбой, найденной в озере Охрид, которая была ранее отправлялась византийским императорам каждую пятницу для их ужина . Двенадцать пленных османских офицеров были выкуплены за сорок тысяч дукатов. Скандербег распределил эту сумму между своими воинами, и каждый человек получил свою справедливую долю. Затем он на короткое время осадил Охрид, прежде чем вернуться в Албанию. Венецианский сенат приветствовал эту кампанию как победу, несмотря на то, что Скандербег не смог взять Охрид. Крестовый поход, казалось, прошел хорошо для христианской стороны, но после смерти папы римского Пия оставшиеся кардиналы потеряли надежду и передали собранные для крестового похода деньги венецианцам. Султан Мехмед Фатих увидел уязвимость Скандербега и послал своего военачальника Балабана Бадеру, родом албанца, в очередной поход на Албанию. В битве при Вайкале Скандербег разгромил османскую армию под командованием Балабана Бадеры. Балабан Бадера сменил Шеремет-бея на посту санджакбея в Охриде после того, как последний впал в немилость у султана. Баллабан ещё несколько раз встречался со Скандербегом в бою, прежде чем был смертельно ранен в бою при второй осаде замка Круя.